# 下马崖乡
下马崖乡，是中华人民共和国新疆维吾尔自治区哈密市伊吾县下辖的一个乡镇级行政单位，当地的清泉节在2007年列入新疆维吾尔自治区非物质文化遗产名录。

## 行政区划
下马崖乡下辖以下地区：
尤库日买里村、阿热买里村和托万买里村。